# Henry Voordecker

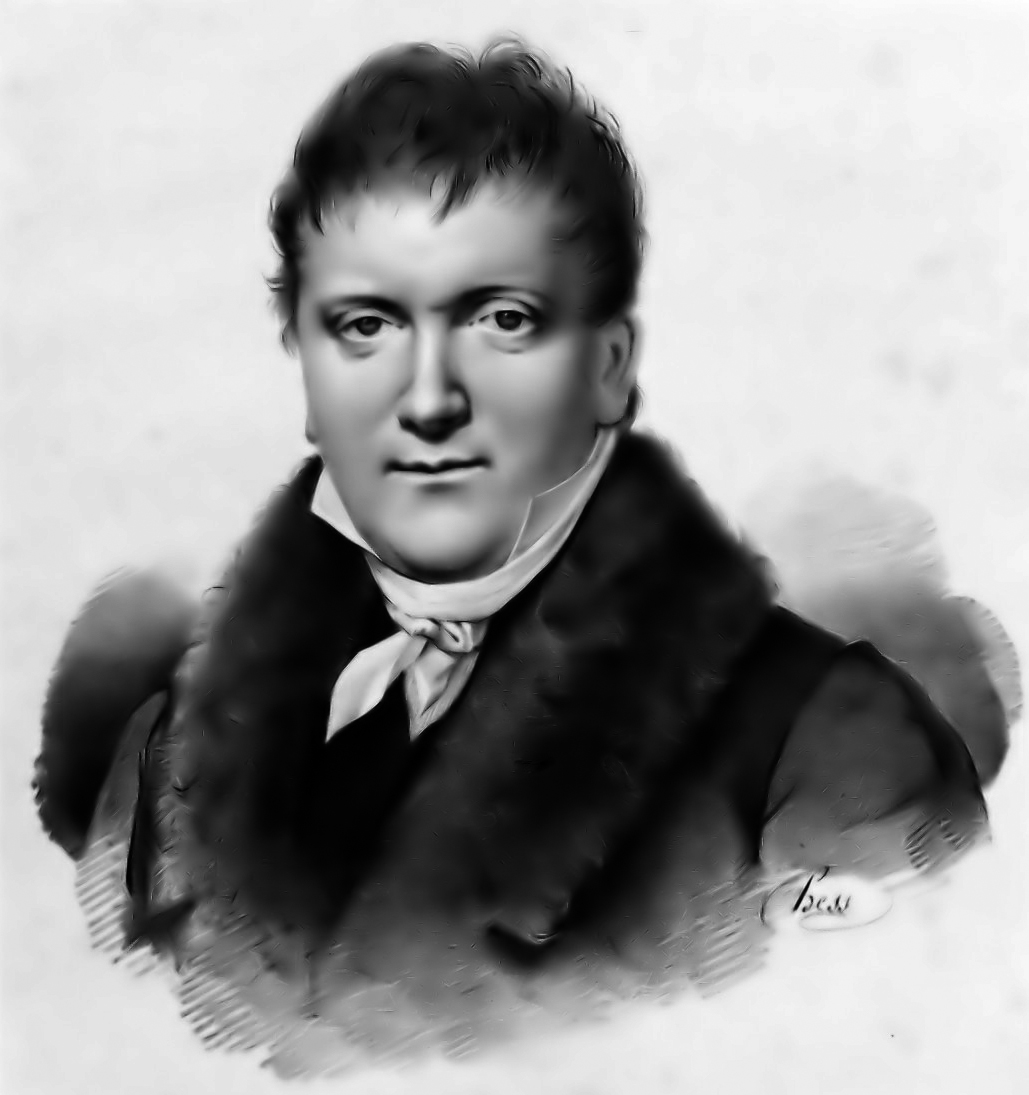
Henri Voordecker (1826)

Henry Voordecker, ook soms geschreven als Henri Voordecker, (Brussel, 24 augustus 1779 – aldaar, 3 december 1861) was een Belgisch kunstschilder uit de romantiek.

## Genealogie
Hij was zoon van Pierre Voordecker en van Agnes Rega. Hij huwde Marie Jeanne Guldentops. Zijn zoon François Voordecker (Brussel 1816 - Geel 1895) en zijn dochter Louise Voordecker (Brussel 1813 - Sint-Jans-Molenbeek 1871) werden eveneens kunstschilders. Louise was tekenlerares aan het hof van koning Leopold I en schilderde vooral vruchten en bloemen. François Voordecker was een genreschilder en portretschilder.
Henry Voordecker woonde (zeker al van in 1840) in de Putteriestraat 25 te Brussel.

## Levensloop
Voordecker studeerde bij Jean-Baptiste le Roy, die zowat als de Brusselse tegenhanger van de Antwerpse dierenschilder Balthasar-Paul Ommeganck gold, en bij David, de beroemde Franse neoklassieke schilder, die van 1816 af in ballingschap te Brussel woonde. Volgens Philippe Bordès zou Voordecker samen met David de figuur Agamemnon geschilderd hebben in de versie van 1819 van het schilderij De Woede van Achilles (Kimbell Art Museum, Fort Worth, Texas).
Hij specialiseerde zich van meet af aan in genretaferelen, landschappen en dierenscènes; in dit laatste genre overheersen duiven en pluimvee.
Henry Voordecker schilderde naar de romantische trant, tegelijk bekoorlijk en commercieel. Het is een typische biedermeier-kunst en dus zeer tijdsgebonden. Gezien vanuit de tijdgeest, is zijn toenmalig succes bij een welgesteld burgerpubliek best te verklaren. Zelfs koning Willem I kocht omstreeks 1820 een paneel van hem. Nu bestaat evenwel het gevaar om Voordeckers schilderijen al gauw af te doen als waardeloze chromokunst.

## Oeuvre

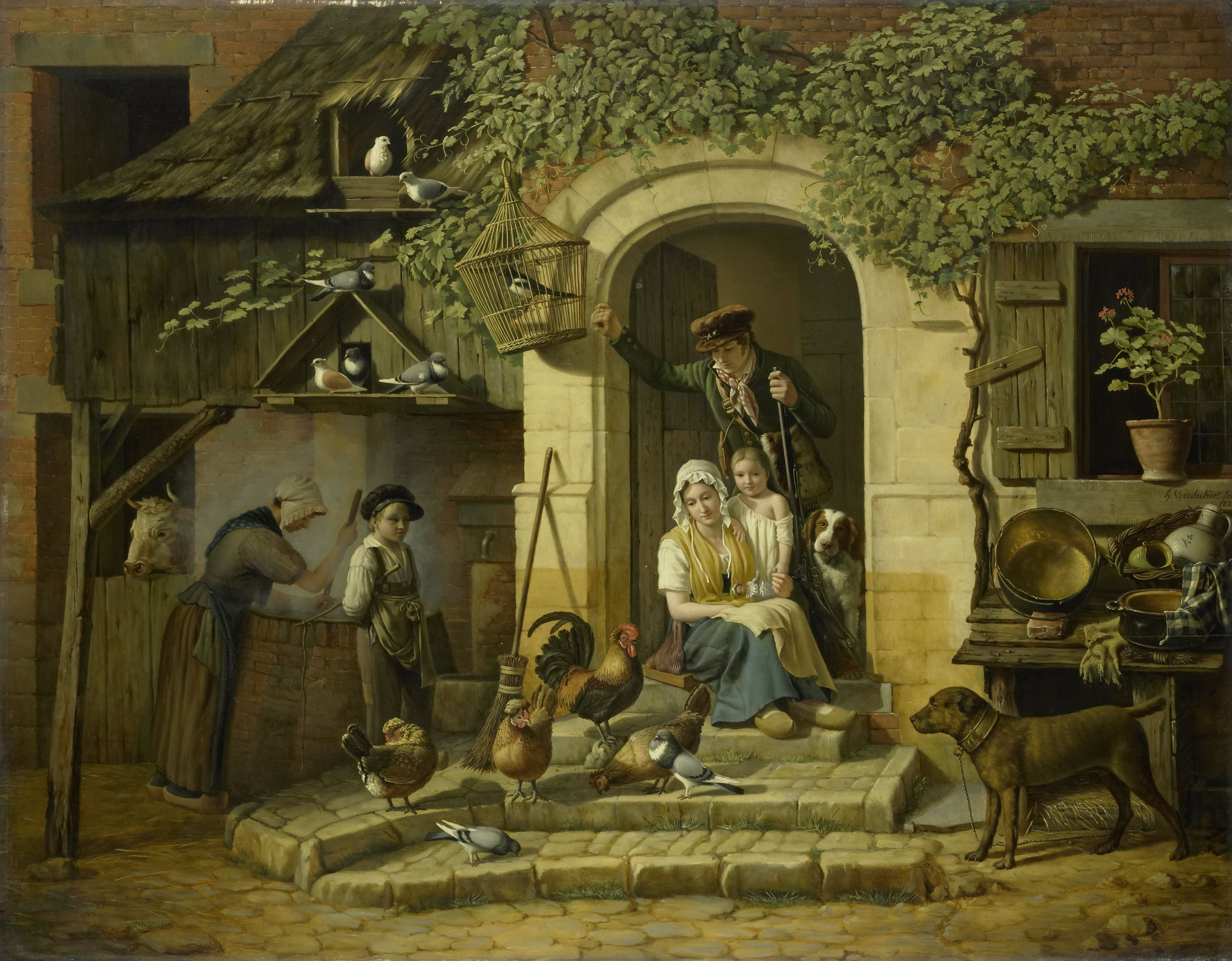
Jagerswoning, 1826

Zijn genrestukken zijn ofwel marktscènes of keukens met groenten en pluimvee op de voorgrond geplaatst, of beelden volkse personages uit in een vensteropening, met op de vensterbank groenten, vis en keukengerei. Klimplanten omgeven vaak de vensteropening; er is bijna steeds een vogelkooitje aanwezig dat opgehangen is in de vensteropening. Dit genre gaat duidelijk terug op een compositieschema dat populair was in de Hollandse 17de-eeuwse genrestukken. Ook neerhofscènes en duiventillen behoorden tot zijn repertoire. Het schilderij Duiventil, nu in de verzameling van de Koninklijke Musea voor Schone Kunsten van België in Brussel, springt daardoor in het oog, dat het een gezicht van in de til naar buiten met kunstige tegenlichteffecten is.
Tijdens de Tentoonstelling van Levende Meesters 1828 in Amsterdam kocht het Rijksmuseum het paneel Jagerswoning uit 1826 aan: een liefelijk schilderij met een jagersgezin dat in de deuropening van zijn landelijke woning poseert; pluimvee en andere dieren alsook een stilleven met keukengerei in de vensteropening completeren het onbezorgde tafereel.
Tijdens zijn leven genoot Henry Voordecker veel bijval in Groot-Brittannië, waarheen heel wat schilderijen van zijn hand dan ook geëxporteerd werden.

## Tentoonstellingen
- Tentoonstelling van Levende Meesters 1819, Den Haag : “Een vrouw in maskarade kleeding”, “Een duyve zolder met duyven”
- Salon 1819, Douai : “Carnavalstafereel”
- Salon 1821, Douai “Landschap. Het ogenblik dat het zonlicht door de nevels breekt en een dorp aan de oever van een vijver beschijnt”, “Binnenzicht van een duiventil”
- Tentoonstelling van Levende Meesters 1822 : “Een duivenhok van binnen met een invallend zonlicht”
- Tentoonstelling van Levende Meesters 1824, Amsterdam : “Landschap met gebouwen en schapen”
- Tentoonstelling van Levende Meesters 1825, Amsterdam : “Een wintergezicht met jagers”, “Een landschap met boerewoningen”, “Een man zich den baard inzepende”
- Salon 1825, Rijsel : “Landschap”
- Tentoonstelling van Levende Meesters 1826, Amsterdam : “Een landgezicht”, “Drie kinderen uit een venster met duiven spelende”
- Tentoonstelling van Levende Meesters 1827, Den Haag : “Een binnenplaats met figuren”
- Tentoonstelling van Levende Meesters 1828, Amsterdam : “Een vrouw met twee kinderen an de deur eener boerenwoning, het gevecht van twee hanen beschouwende”, “Een buitenhuis, waarvoor zich lieden met kippen en druiven vermaken”
- Tentoonstelling van Levende Meesters 1830, Amsterdam : “Een familie met een bokkewagen”, “Eene vrouw met twee kinderen, benevens twee duiven”, “Een landschap met eenige woningen”
- Tentoonstelling van Levende Meesters 1830, Den Haag : zelfde titels als Amsterdam 1830
- Salon 1831, Douai : “Een neerhof”
- Salon 1833, Arras : “Portret van de heer T.H.”
- Tentoonstelling van Levende Meesters 1841, Amsterdam : “Een bevallige voorstelling van eenige duiven in een nis”
- Tentoonstelling van Levende Meesters 1842, Amsterdam : “Een Carnaval-mask” (2x)
- Tentoonstelling van Levende Meesters 1843, Den Haag : “Een hondenhok met bijwerk”, “Eene moeder met haar kind in een tuin”, “Een duivenhok”
- Tentoonstelling van Levende Meesters 1844, Amsterdam : “Een duivenvlucht”, “Een bloemstuk”
- Tentoonstelling van Levende Meesters 1846, Amsterdam : “Eenige duiven aan een open venster”, “Een dame met een kind in haren tuin”
- Salon 1846, Parijs : “Zoldervenster met duiven”
- Tentoonstelling van Levende Meesters 1847, Den Haag : “Een duiventil”
- Tentoonstelling van Levende Meesters 1848, Rotterdam : “Een duiventil”
- Tentoonstelling van Levende Meesters 1848, Utrecht : “Eenige duiven aan een open venster”
- Tentoonstelling van Levende Meesters 1851, Den Haag : “Een binnenplaats met gevogelte”
- Tentoonstelling van Levende Meesters 1854, Amsterdam : “Duiven op eenen zolder”, “Kippen op eene binnenplaats”
- Tentoonstelling van Levende Meesters 1858, Amsterdam : “Een duivenvlucht”

## Iconografie
- gelithografeerd portret door Van den Burggraaff in de uitgave van Jacques-Joseph Eeckhout : Collection de Portraits des Artistes Modernes nés dans le Royaume des Pays-Bas; Bruxelles, J.J. Eeckhoudt, 1822 - 1824
- portret in olieverf door François-Joseph Navez (1816) (Koninklijke Musea voor Schone Kunsten van België, Brussel)

## Musea en verzamelingen
- Amsterdam, Rijksmuseum: "De terugkeer van de jager"
- Brussel, Koninklijke Musea voor Schone Kunsten van België: "De duiventil"
- Koninklijke Verzameling, Brussel: “Pluimvee” en “Duiven voor het duivenhok” (1841).